# 山野愛子ジェーン
山野 愛子 ジェーン（やまの あいこ ジェーン、1964年 - ）は、日本の美容師。山野美容芸術短期大学教授。アメリカ合衆国ロサンゼルス出身。祖母は初代山野愛子。

## 来歴
上智大学外国語学部卒業、山野美容専門学校卒業。1984年、2代目山野愛子を襲名。山野美容専門学校校長・山野美容芸術短期大学副学長・全日本ブライダル協会副会長などの要職に就く。2020年、藍綬褒章受章。

## 人物
- 美容福祉の活動をしている。
- 当時の講師曰く、当初のジェーンは美容技術が上手いとは言えず、祖母である初代山野愛子に怒られるのを怖がり、直したという。
- 従弟に品川庄司の品川祐、品川の実父・山野凱章は叔父にあたる。 山野一美ティナは3歳年下の実妹。娘ミアのミドルネームにも自身の愛子の名を入れている。